# هاري روبنسون (لاعب كرة قدم)
هاري روبنسون (بالإنجليزية: Harry Robinson)‏ هو لاعب كرة قدم بريطاني، ولد في 26 سبتمبر 2000. لعب مع أولدهام أثلتيك.